# Corvara
Corvara ([kɔrˈvaˑra]; ladinisch Corvara; italienisch Corvara in Badia; ungebräuchliche Eindeutschung Kurfar, bereits vor 1918 Corvara) ist eine über 1500 m hoch gelegene italienische Gemeinde in Südtirol und gehört mit St. Martin in Thurn, Abtei, Wengen und Enneberg zu den fünf ladinischen Gemeinden des Gadertals. Corvara hat 1441 Einwohner (Stand 31. Dezember 2023).

## Geografie

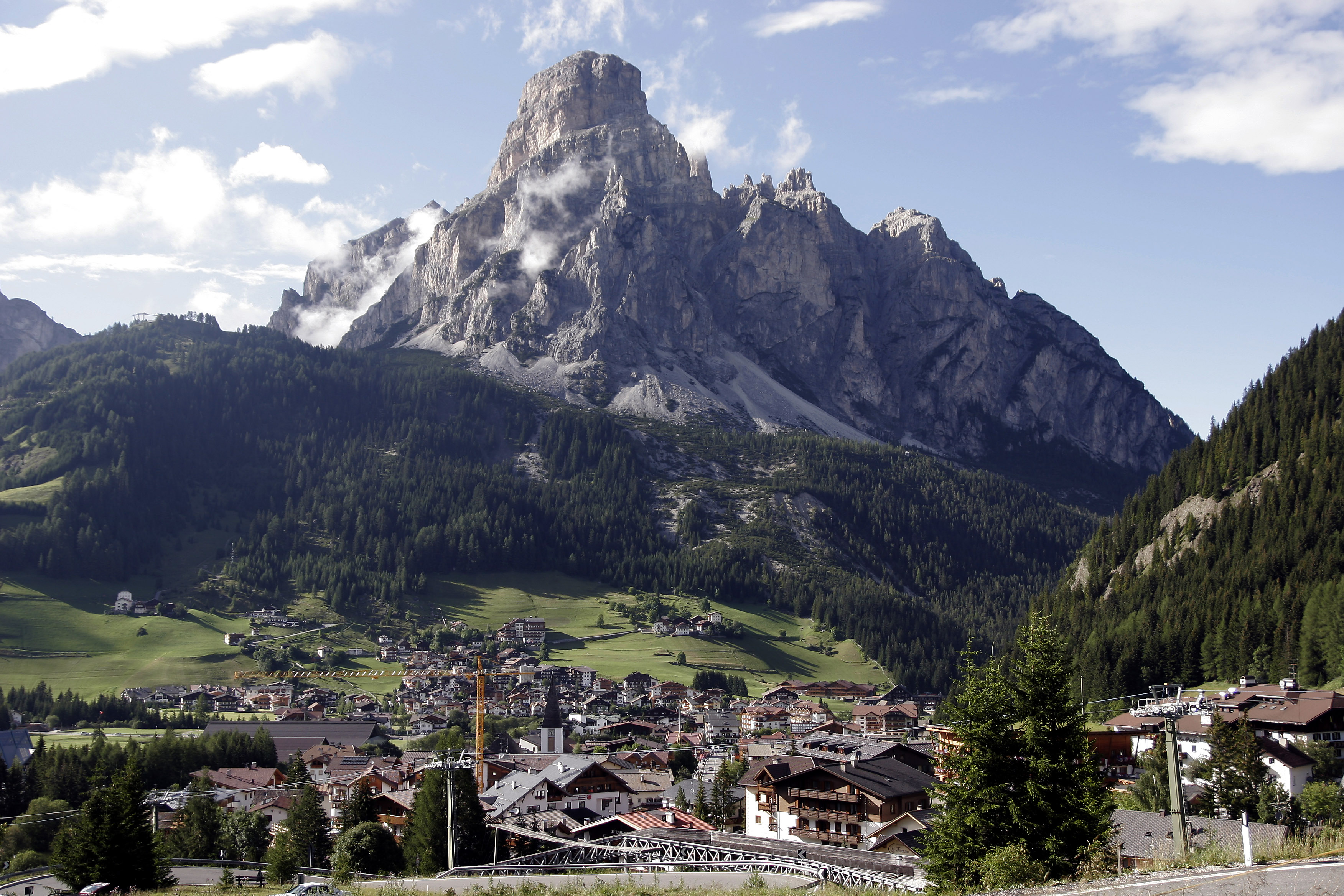
Corvara im Juli 2007 mit dem Sassongher im Hintergrund

Die Gemeinde Corvara befindet sich im südwestlichen Seitenast des oberen, südlichen Gadertals (ladinisch Val Badia) in Ladinien. Das Siedlungsgebiet ist von Bergmassiven der Dolomiten umgeben. Zum 42,13 km² großen Gemeindegebiet gehören im Nordwesten Teile der Puezgruppe, die im Naturpark Puez-Geisler unter Schutz gestellt sind, im Südwesten Teile der Sellagruppe, in die das Mittagstal (Val de Mesdì) hineinführt, und im Osten mit den Pralongià-Hochflächen zwischen Corvara und St. Kassian (San Ćiascian) erste Erhebungen der Fanesgruppe. Der höchste Punkt der Gemeinde ist der Piz Boè (3152 m s.l.m.), wo Corvara an das Trentino und Venetien (Provinz Belluno) grenzt. Weitere bedeutende Gipfel sind beispielsweise der Brunecker Turm (2495 m), der Sassongher (2665 m) und die Cirspitzen (Pizes de Cir). Entwässert wird das Gebiet durch die Gader.
Die Bevölkerung verteilt sich auf drei Dörfer, die im Laufe des 20. Jahrhunderts nahezu zusammengewachsen sind:
- Corvara (1520–1570 m), der Hauptort der Gemeinde auf der südlichen Talseite
- Pescosta (1520–1580 m) auf der gegenüberliegenden nördlichen Talseite,
- Kolfuschg (1610–1690 m, ladinisch Calfosch, italienisch Colfosco), die am höchsten gelegene Siedlung nordwestlich vom Hauptort.

Corvara ist ganzjährig erreichbar von Norden her, wo die Gemeinde an Abtei (Badia) grenzt, über die SS 244, die im Pustertal in der Gegend von Bruneck ihren Anfang nimmt. Zudem gibt es zwei Passstraßen nach Corvara, deren Öffnung jedoch von der Schneelage abhängig ist: Nach Westen verbindet die SS 243 über das Grödner Joch (2121 m, Ju de Frara) die Gemeinde mit Wolkenstein (Sëlva) in Gröden (Gherdëina), nach Süden führt die SS 244 weiter zum Campolongopass (1875 m, Ju de Ćiaulunch), einem Übergang nach Arabba (Rèba) in Fodom.

## Geschichte

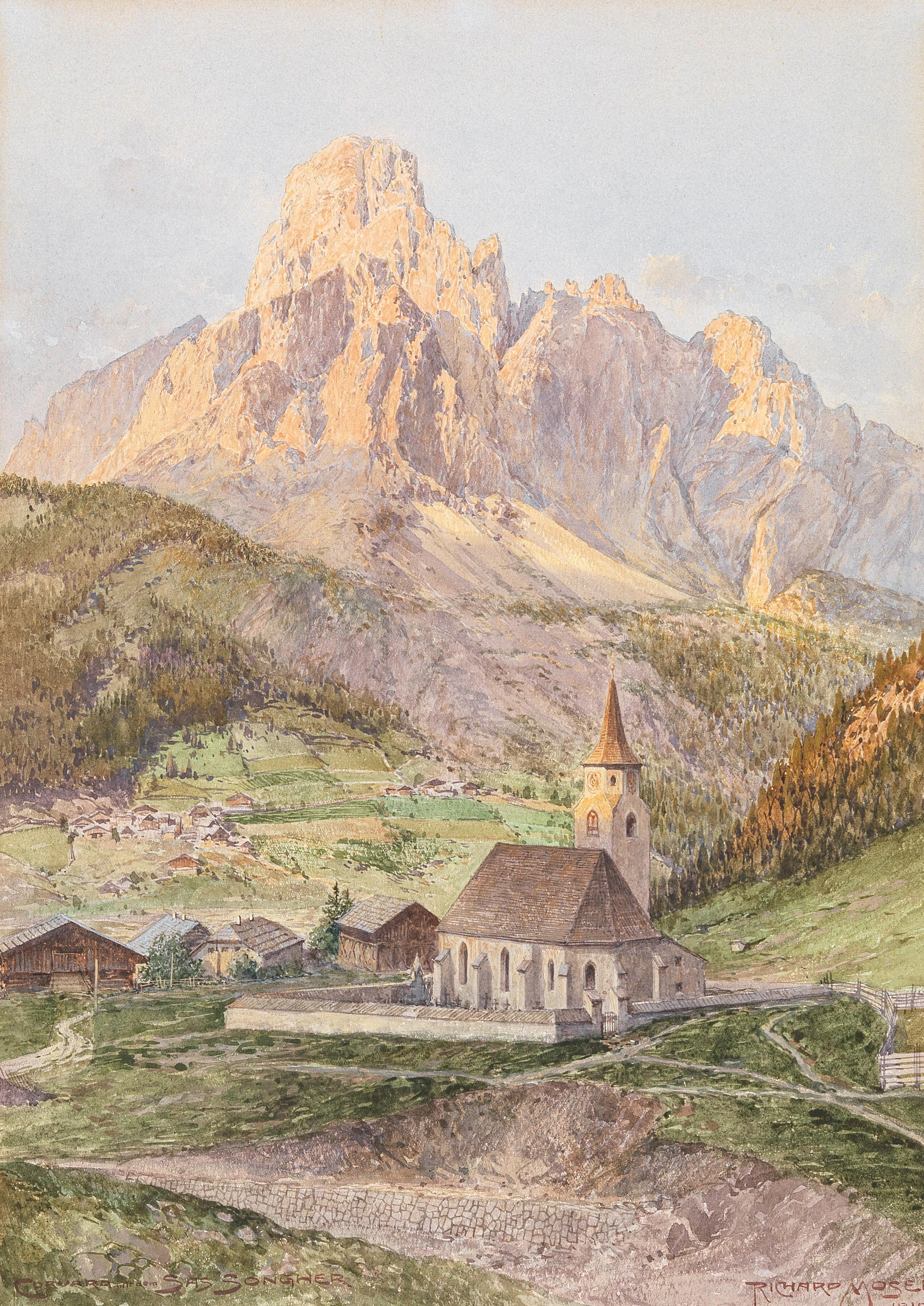
Richard Moser: Corvara mit dem Sassongher, 1910

Archäologische Funde aus der vorchristlichen Zeit gibt es keine. Auch die Flur- und Ortsnamen sind ladinisch und somit nicht vorrömisch. Die abgelegene Lage und das raue Klima gaben wenig Grund zu früher Dauersiedlung.
Corvara wurde 1292 erstmals urkundlich erwähnt und gehörte zum Gericht Enneberg. Kolfuschg wurde 1142/55 ersturkundlich genannt; es unterstand dem Gericht Wolkenstein in Gröden und wurde erst 1828 dem Gadertal angeschlossen. Kirchlich gehörte Kolfuschg erst zur Pfarre Lajen, später zur Kuratie St. Christina in Gröden. Sowohl Corvara als auch Kolfuschg gehörten bis zum Ende des Ersten Weltkriegs zum Gerichtsbezirk Enneberg und waren Teil des Bezirks Bruneck. 1925 wurden die bis dato eigenständigen Gemeinden Corvara und Kolfuschg unter dem neuen Gemeindenamen Ladinia vereint, ehe dieser 1938 in Corvara geändert wurde.

## Namensetymologie
Der Ortsname ist erstmals in einer Urkunde von 1292 als altladinisch Corvera und deutsch Kurfaer erwähnt. Der Name wird von lateinisch corvus ‚Rabe‘ hergeleitet, und die -aria-Endung findet sich häufig bei Tierbezeichnungen. Corvaria wäre dann der Ort vieler Raben. Ein frühes deutsches Exonym war denn auch „Rabenstein“.

## Politik
Bürgermeister seit 1952:
- 1952–1956: Leopoldo Clara
- 1956–1969: Franz Kostner (junior)
- 1969–1974: Goffredo Declara
- 1974–2005: Heinz Kostner
- 2005–2010: Francesco Pedratscher
- 2010–2025: Robert Rottonara
- seit 2025: Roman Crazzolara

## Bevölkerung
Corvara ist gemäß den erhobenen Sprachgruppenzugehörigkeitserklärungen bzw. Sprachgruppenzuordnungserklärungen eine mehrheitlich ladinischsprachige Gemeinde. Als Berechnungsgrundlage der folgenden Prozentwerte wurden die gültigen Erklärungen von Personen mit italienischer Staatsbürgerschaft herangezogen.
| Sprache     | 1981    | 1991    | 2001    | 2011    | 2024    |
| ----------- | ------- | ------- | ------- | ------- | ------- |
| Ladinisch   | 94,01 % | 92,80 % | 91,00 % | 89,70 % | 87,12 % |
| Deutsch     | 3,25 %  | 4,36 %  | 4,58 %  | 3,46 %  | 2,65 %  |
| Italienisch | 2,74 %  | 2,85 %  | 4,42 %  | 6,84 %  | 10,23 % |

## Bildung
In Corvara befindet sich eine Grundschule für die ladinische Sprachgruppe, die dem Schulsprengel der Nachbargemeinde Abtei angeschlossen ist. Unterrichtet wird dort ab der zweiten Klasse zwei Stunden pro Woche in Ladinisch, der übrige Unterricht findet zu 50 % auf Deutsch und zu weiteren 50 % auf Italienisch statt.

## Sehenswertes
- Gotische Pfarrkirche St. Katharina in Corvara (1347 erstmals erwähnt, 1452 geweiht) mit Flügelaltar der Donauschule, zuletzt 1967 restauriert;
- Pfarrkirche von Kolfuschg, 1419 erstmals erwähnt, mit Holzplastiken aus dem 15. Jahrhundert;
- Im Eingangsbereich des Edelweißtales bei Kolfuschg historische Bauernhäuser in typischer Holzbauweise.

## Tourismus und Sport

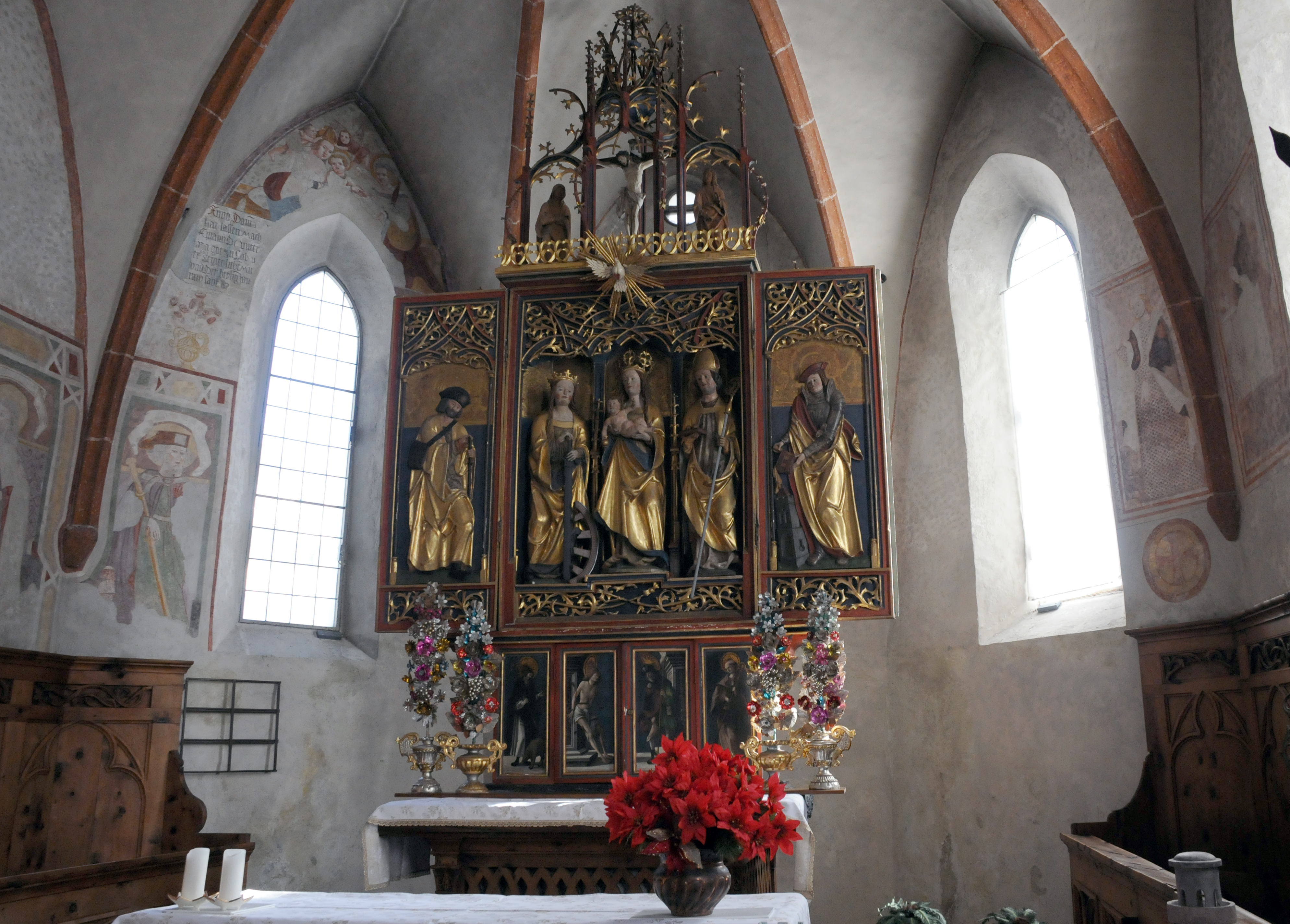
Altar in der gotischen St. Katharinakirche

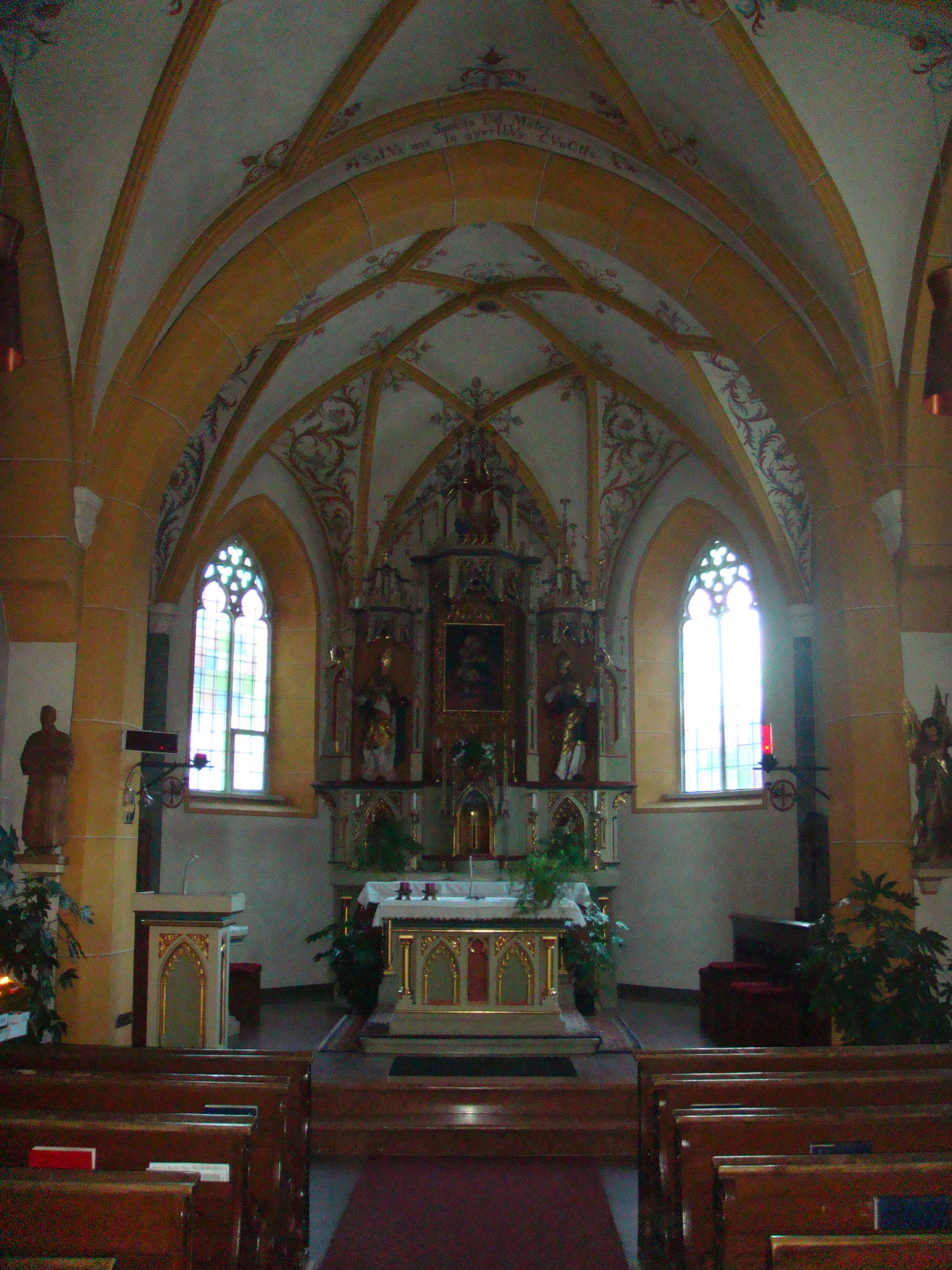
St. Vigilus in Kolfuschg Hauptaltar

Corvara ist Zentrum und Keimzelle des Tourismus im oberen Gadertal. Einer der ersten Bergführer, Skilehrer und Förderer des Fremdenverkehrs vor Ort war der Busunternehmer und Gastwirt Franz Kostner (1877–1968), nach dem auch die Franz-Kostner-Hütte in der Ostseite der Sella benannt ist. Nach einer Unterbrechung durch die beiden Weltkriege begann ein neuer Aufschwung Corvaras als Winter- und Sommerurlaubsziel um die Mitte des 20. Jahrhunderts. Heute ist Corvara Mitglied des Tourismusverbands Alta Badia. 130 km Pisten sind für die Wintersportsaison ausgebaut, die von Dezember bis Ostern dauert. Die bei Skifahrern sehr beliebte Sella Ronda führt an Corvara vorbei.
Corvara ist Zielpunkt des alljährlich Ende Juni/Anfang Juli stattfindenden Dolomiten-Radmarathons (147 km) rund um die Sella mit über 7000 Teilnehmern. Im Übrigen wird der Ort im Sommer von Bergwanderern, Kletterern, Rennradfahrern, Tourenradfahrern und Mountainbikern besucht. Der erste Sessellift zum Aussichtsgipfel Col Alto stammt von 1947 und gehört damit zu den ältesten in den Dolomiten. Eine neuere Zielgruppe sind Golfer.

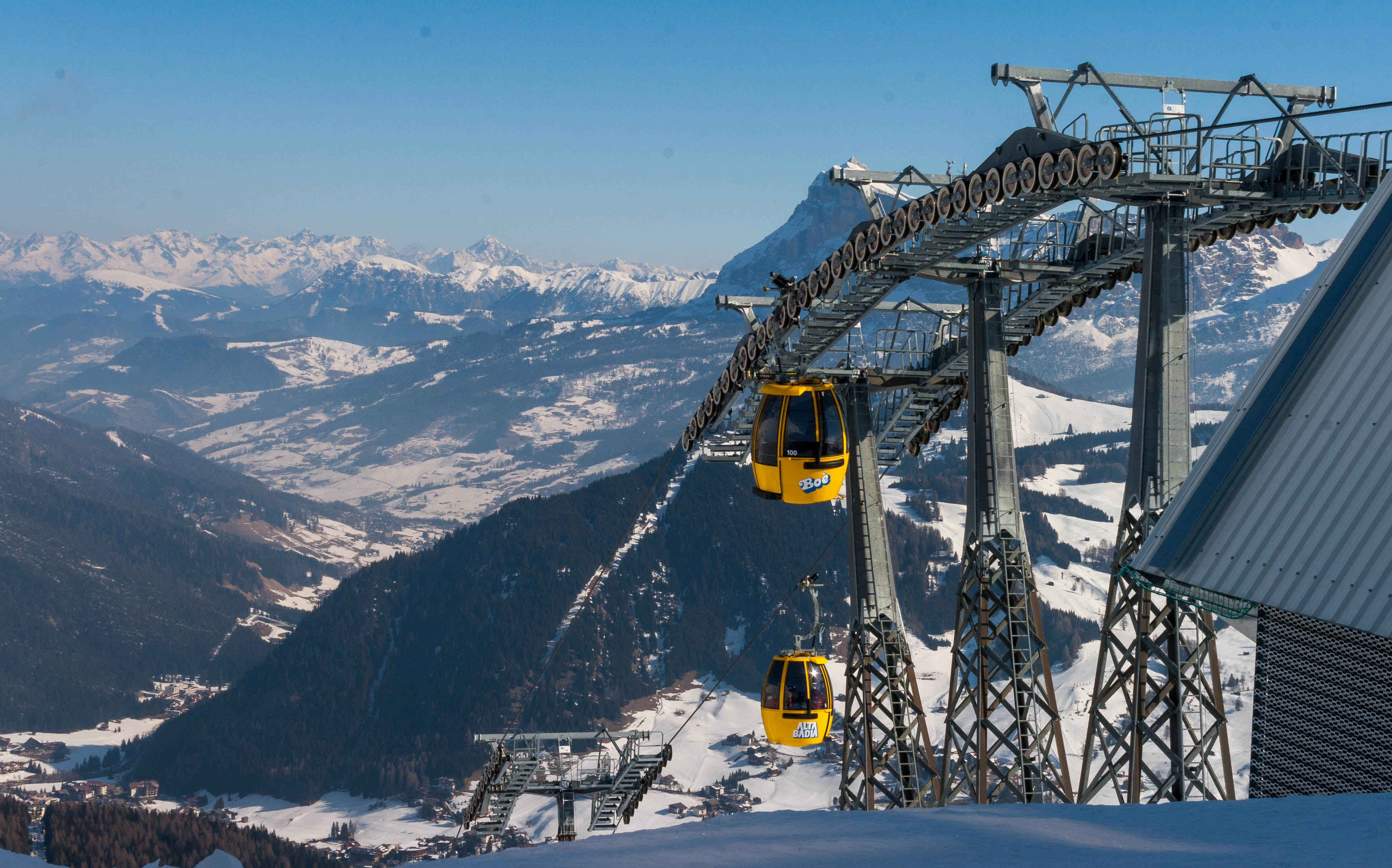
Gondeln in Corvara

Zu den heute bestehenden Sport- und Freizeitangeboten gehören:
- Seilbahn zum Crep de Mont unweit des Boé-Sees (2198 m), von dort Sessellift zum Vallon (2530 m), Ausgangspunkt für Wanderwege und Klettersteige in die Sella hinein zum Piz Boè (3152 m); weiterer Klettersteig zum Boè-Seekofel (2908 m)
- Sessellifte zum Col Alto (Aussichtsgipfel, 1980 m); zur Pralongia-Hochfläche (2050 m); von Kolfuschg Kabinenbahn zum Col Pradat am Fuße des Sassonghers (2038 m)
- im Winter Skilifte
- Eishalle
- Kletterwand
- Tennishalle
- 9-Loch-Golfplatz am Hang des Campolongopasses, der im Winter Skigebiet ist. Bespielbar ist er nur von Juni bis September.

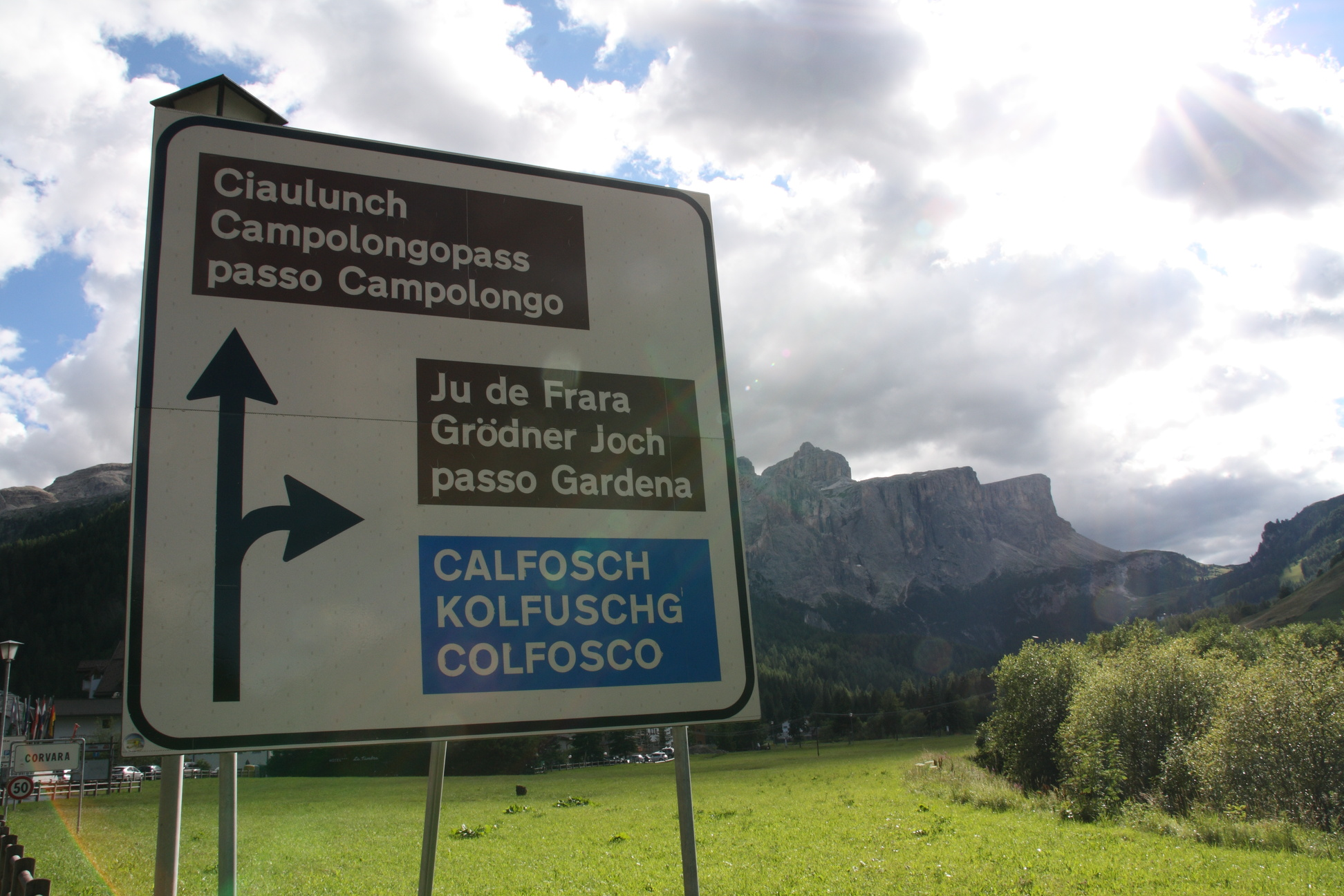
Dreisprachiger (von oben: ladinisch, deutsch, italienisch) Wegweiser am nördlichen Ortseingang von Corvara

Corvara war mehrmals Etappenziel des Giro d’Italia:
- 3. Juni 1989, 14. Etappe, gewonnen von Flavio Giupponi
- 5. Juni 1992, 12. Etappe, gewonnen von Franco Vona
- 5. Juni 1993, 13. Etappe, gewonnen von Moreno Argentin
- 6. Juni 1993, 14. Etappe, gewonnen von Claudio Chiappucci
- 29. Mai 2002, 16. Etappe, gewonnen von dem Mexikaner Julio Pérez Cuapio
- 21. Mai 2016, 14. Etappe, gewonnen von dem Kolumbianer Esteban Chaves

## Vereine
- Musikkapelle Kolfuschg-Corvara, gegründet 1927
- Alpenverein Sektion C.A.I. Badia (Untergruppe des Club Alpino Italiano Bozen), gegründet 1954: Bergführer, Kletterschule, Bergrettungsdienst
- Tourismusverein Corvara
- Tourismusverein Colfosco
- Golfclub Alta Badia

## Persönlichkeiten
- Johann Baptist Alton (1845–1900), Romanist und Heimatforscher
- Franz Angelo Rottonara (1848–1938), Bühnenbildner
- Josef Mersa oder Ujep Mersa (1871–1914), Bildhauer
- Franz Kostner (1877–1968), Alpinist, Unternehmer und Tourismuspionier
- Vigil Pescosta (1886–1981), Bildhauer